# 清凉里駅
清凉里駅（チョンニャンニえき）は、大韓民国ソウル特別市東大門区典農洞にある、韓国鉄道公社（KORAIL）とソウル交通公社の駅。

## 概要
ソウル駅・龍山駅と並ぶソウルの三大ターミナル駅の一つであり、主に韓国東部へ向かう列車が発着している。「清涼里駅」と表記される場合があるが、正式な表記は「清凉里駅」である。
地上のKORAILの駅に乗り入れている路線は、正式な路線名称上は京元本線・中央本線の2路線である。中央線は当駅を起点としている。ただし京元線と中央線の分岐駅は隣の回基駅であり、当駅から回基駅までは京元線と中央線の重複区間となっている。
中央線は、栄州・慶州方面および嶺東線・太白線（東海方面）に直通する一般列車（ITX-セマウル・ムグンファ号）の始終着駅となっているほか、京江線に直通するKTX（江陵線）、京春線に直通するITX-青春、京元線の観光列車「平和列車（DMZ-train）」も発着する。また首都圏電鉄の路線では、京元線・中央線を直通する京義・中央線、忘憂駅から乗り入れる京春線、往十里駅から乗り入れる盆唐線の電車が停車する。 
地下のソウル交通公社の駅には、首都圏電鉄1号線が乗り入れている。長らくKORAILとソウル交通公社は別の駅として扱われていたため乗り換え業務を行っていなかったが、2010年8月20日に乗り換え通路が開通し乗換駅となった。
首都圏電鉄では駅番号を導入している。京義・中央線（京春線直通含む）はK117、水仁・盆唐線はK209、1号線は124が振られている。首都圏電鉄1号線の駅にはソウル市立大入口の副駅名がある。

## 歴史

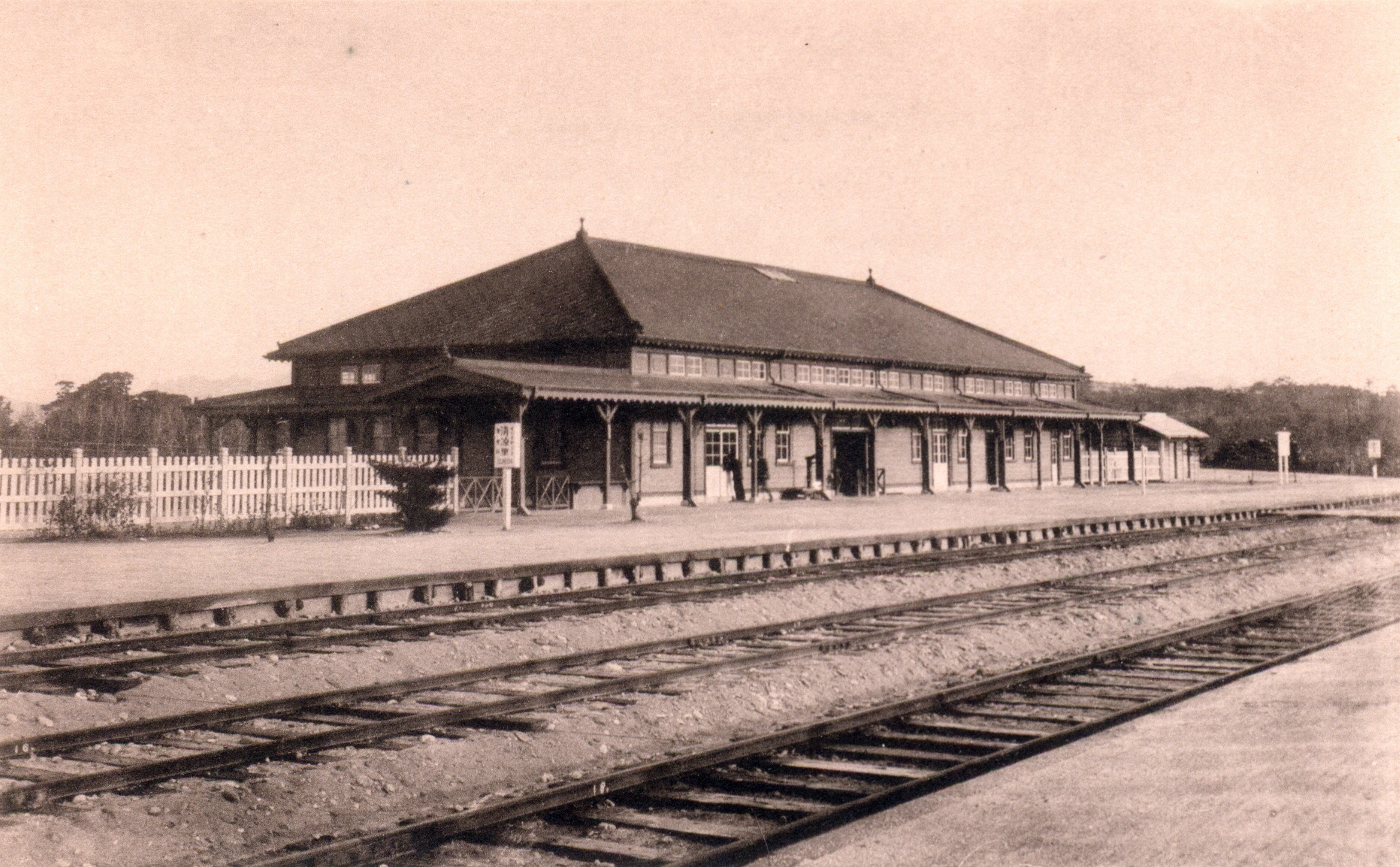
日本統治時代の清凉里駅（1914年）

- 1911年10月15日 - 清凉里駅の駅名で普通駅として営業開始。
- 1938年
  - 詳細時期不明 - 転車台と検収車庫完成。
  - 5月1日 - 駅名を東京城駅（ひがしけいじょうえき、동경성역）に改称[4]。
- 1942年6月1日 - 駅名が元の清凉里駅に戻る
- 1950年6月26日 - 朝鮮戦争によって駅舎焼失。
- 1959年11月6日 - 駅舎新築[5]。
- 1974年8月15日 - ソウル地下鉄1号線開業[6]。
- 1978年12月9日 - 龍山 - 城北間系統運行開始[7]。
- 1973年6月20日 - 中央線・清凉里 - 堤川間155.2kmが電化し、電気機関車牽引での運転開始[8]。
- 1988年11月1日 - 中央線・清凉里 - 安東間でセマウル号の運転を開始。
- 1990年3月15日 - 清凉里 - 東海（嶺東線）間でセマウル号運転開始。
- 1999年7月 - 臨時駅舎に移動。旧駅舎にファーストフード店が入居。
- 2005年12月16日 - 中央電鉄線営業開始。龍山 - 城北間系統廃止。駅番号をK125からK117に変更。
- 2006年
  - 5月1日 - 貨物取り扱い中止。
  - 9月13日 - 検収車庫が登録文化財に登録される。
- 2006年10月31日 - 清凉里 - 安東・江陵間のセマウル号運転終了。
- 2007年
  - 2月 - 旧駅舎解体。民資駅舎建設開始。
  - 8月13日 - 民資駅舎新築工事現場で約25mの高さのクレーンが転倒する事故が発生し、2人が死亡した。[9]
- 2009年12月1日 - ソウル交通公社の駅に副駅名として「ソウル市立大入口」を追加。
- 2010年
  - 8月18日 - 民資駅舎竣工。[10]
  - 8月20日 - 連絡通路が使用開始。[2]
  - 12月21日 - 京春線のムグンファ号運転終了。
- 2018年12月31日 - 盆唐線の一部列車の乗り入れを開始[11]。

## 駅構造

### 韓国鉄道公社
島式ホーム4面8線の地上駅で、橋上駅舎を有する。
他、車輌基地もあり、多数の側線が引かれている。

#### のりば
| 1    | 水仁・盆唐線   | 緩行                     | 宣陵・水西・竹田・水原方面           |
| 2    | 京春線         | 急行・緩行               | 坪内好坪・加平・春川方面             |
| 3    | 江陵線・嶺東線 | KTX-イウム               | 上鳳・平昌・珍富・江陵・東海方面     |
| 4    | 京義・中央線   | 中央急行・龍山急行・緩行 | 徳沼・八堂・楊平・龍門方面           |
| 4    | 京春線         | ITX-青春                 | 坪内好坪・加平・春川方面             |
| 5    | 京義・中央線   | 中央急行・龍山急行・緩行 | 龍山・弘大入口・幸信・一山・汶山方面 |
| 5    | 京春線         | ITX-青春                 | 龍山方面                             |
| 6    | 江陵線・嶺東線 | KTX-イウム               | ソウル方面                           |
| 7・8 | 中央線         | KTX-イウム               | 原州・堤川・栄州・安東方面           |
| 7・8 | 中央線         | ヌリロ号                 | 原州・堤川・栄州・安東方面           |
| 7・8 | 中央線         | ムグンファ号             | 原州・堤川・栄州・安東・慶州方面     |
| 7・8 | 中央線・太白線 | 旌善アリラン列車         | 原州・堤川・旌善・アウラジ方面       |

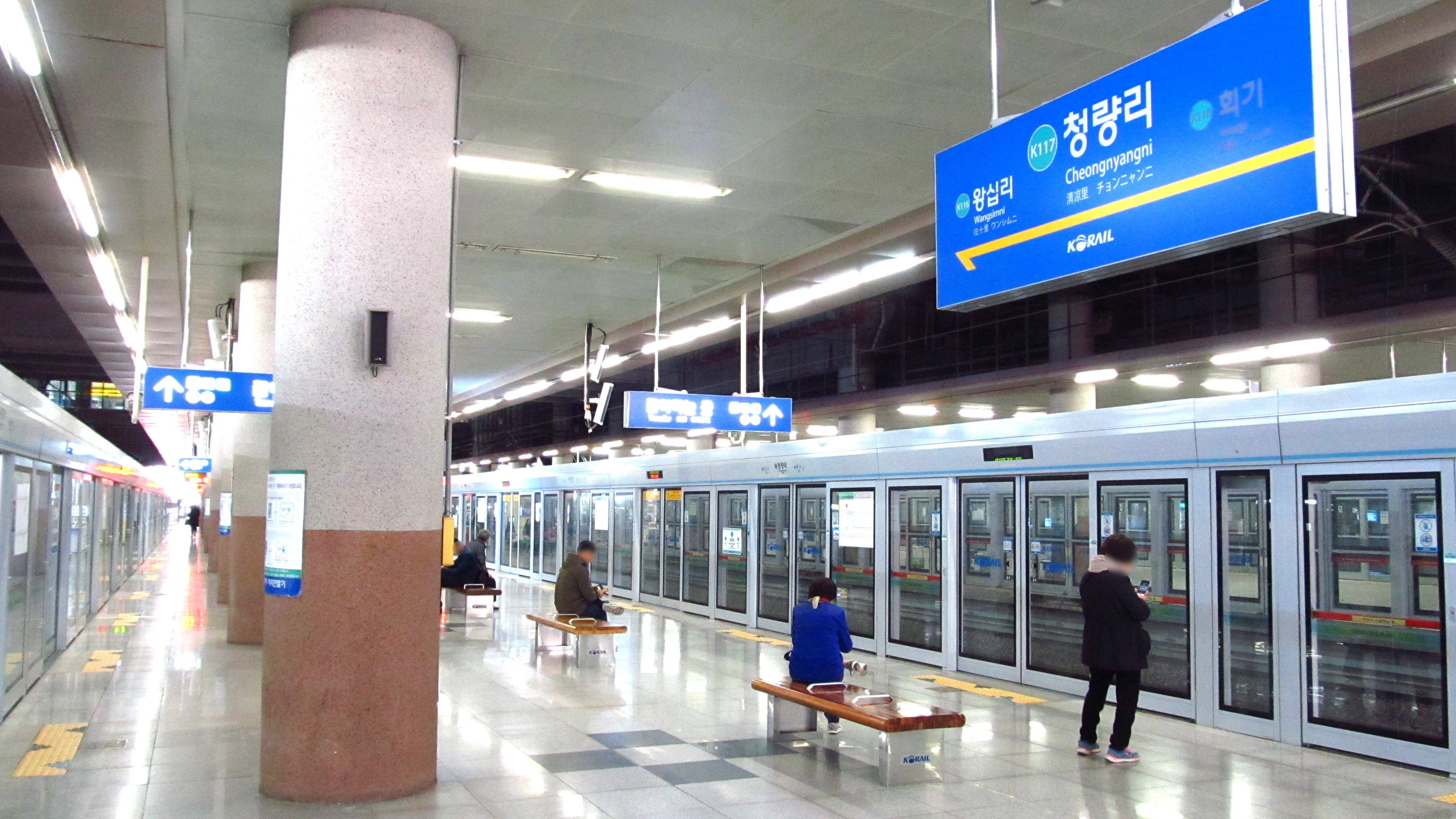
電鉄ホーム（2019年撮影）
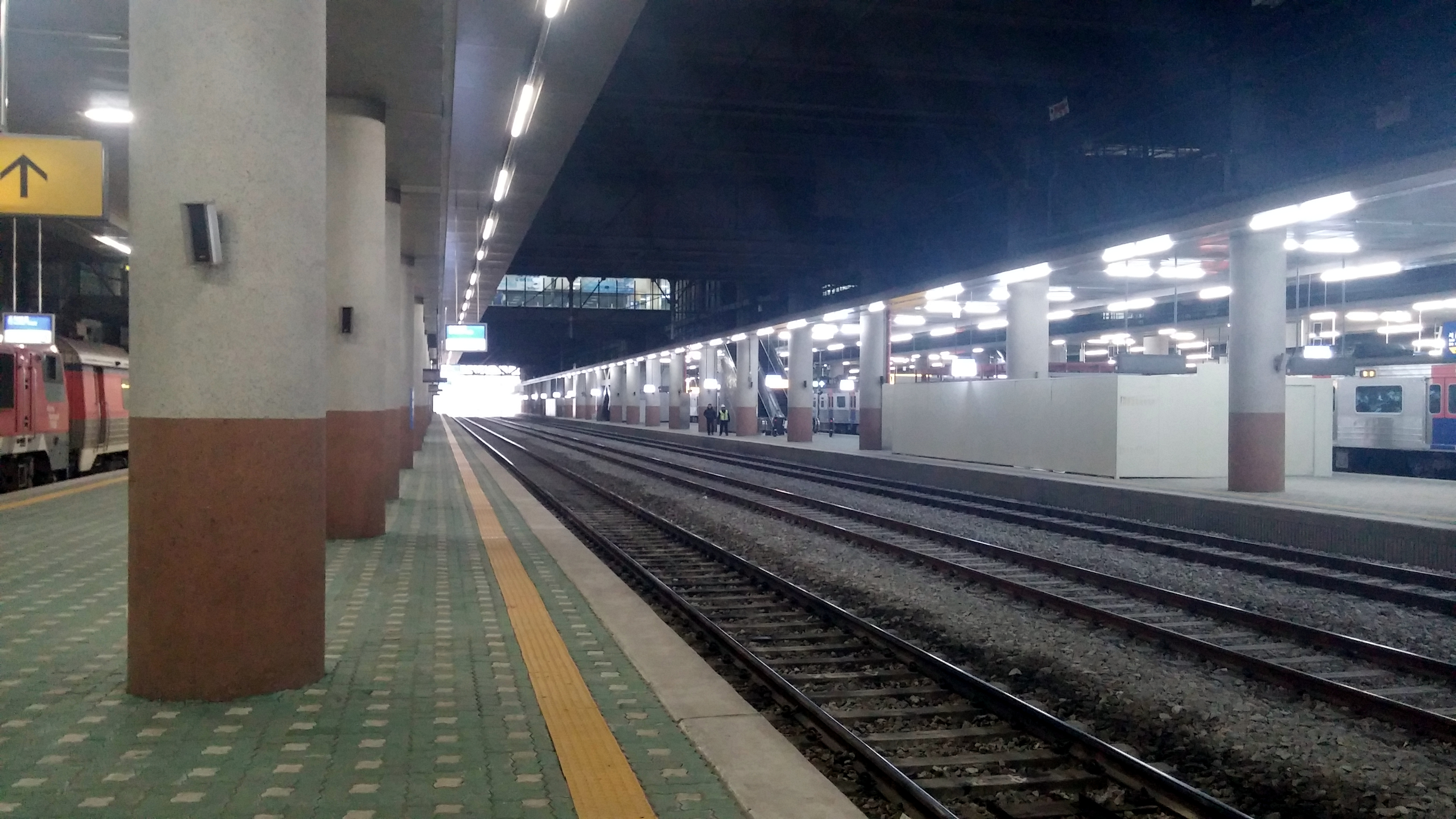
長距離列車ホーム（2017年撮影）

### ソウル交通公社
旺山路の真下を東西に延びる地下駅である。
ホーム階は地下1階である。島式ホーム1面2線を有しており、フルスクリーンタイプのホームドアが設置されている。長項電鉄線新昌始終着の列車は一部を除き当駅までの運行となっているため、回基側に渡り線と留置線がある。
京義・中央線に乗り換えるにはホーム東寄りにある階段を下り、乗り換え通路を経由する必要がある。地下の清凉里駅と地上のKORAIL清凉里駅は長らく別駅扱いだったが、2010年8月20日に乗り換え通路が開通したことにより乗換駅になった。
改札階は地下2階にあり、改札口は3ヶ所ある。出口は2番から6番まである。

### のりば
のりばの番号は存在しない。　　
| ホーム | 路線                     | 行先                                         |
| ------ | ------------------------ | -------------------------------------------- |
| 上り   | 1号線（首都圏電鉄1号線） | 光云大・倉洞・議政府・東豆川・逍遥山方面     |
| 下り   | 1号線                    | ソウル駅・九老・仁川・西東灘・天安・新昌方面 |

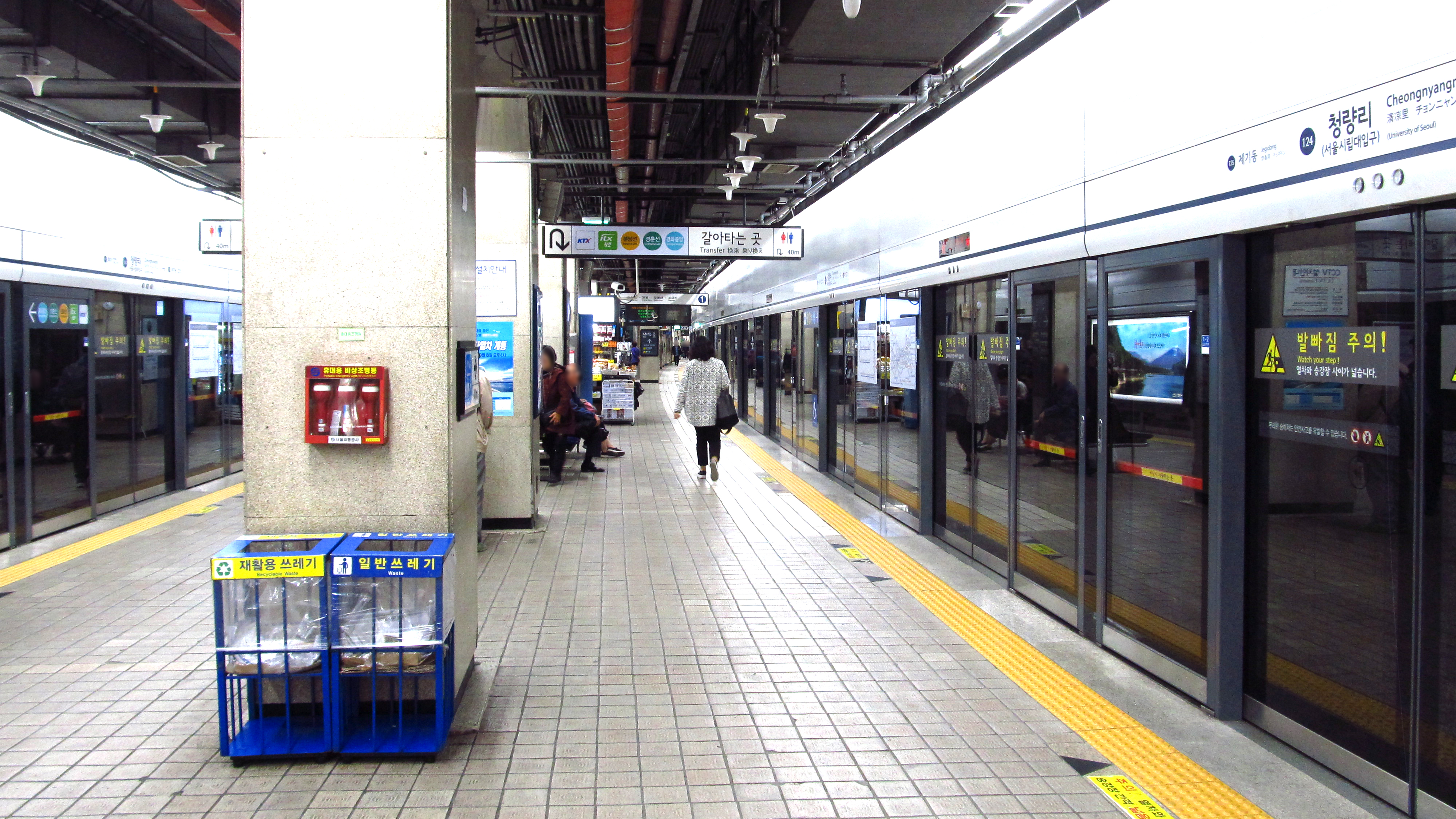
プラットホーム（2019年撮影）

## 利用状況
近年の一日平均利用人員推移は下記のとおり。なお、2000年は開業日の8月7日から12月31日までの147日間の平均である。
| 路線            | 路線     | 2000年 | 2001年 | 2002年 | 2003年 | 2004年 | 2005年 | 2006年 | 2007年 | 2008年 | 2009年 | 出典   |
| --------------- | -------- | ------ | ------ | ------ | ------ | ------ | ------ | ------ | ------ | ------ | ------ | ------ |
| 1号線           | 乗車人員 | 49,253 | 47,682 | 46,058 | 45,909 | 47,660 | 48,423 | 42,065 | 40,929 | 40,308 | 38,730 | [ 13 ] |
| 1号線           | 降車人員 | 48,746 | 46,265 | 44,658 | 44,775 | 46,068 | 46,845 | 41,194 | 40,385 | 39,694 | 38,414 | [ 13 ] |
| 1号線           | 乗降人員 | 97,999 | 93,947 | 90,716 | 90,685 | 93,728 | 95,268 | 83,259 | 81,314 | 80,001 | 77,145 | [ 13 ] |
| 中央線 (京元線) | 乗車人員 | 6,445  | 5,493  | 7,056  | 8,687  | 5,217  | 4,990  | 4,979  | 4,932  | 4,863  | 4,842  | [ 14 ] |
| 中央線 (京元線) | 降車人員 | 8,056  | 11,099 | 9,950  | 10,629 | 7,419  | 7,402  | 6,511  | 6,392  | 6,243  | 6,241  | [ 14 ] |
| 路線            | 路線     | 2010年 | 2011年 | 2012年 | 2013年 | 2014年 | 2015年 | 2016年 | 出典   |        |        |        |
| 1号線           | 乗車人員 | 36,590 | 34,632 | 33,361 | 31,869 | 31,265 | 30,258 | 29,686 | [ 13 ] |        |        |        |
| 1号線           | 降車人員 | 36,487 | 34,135 | 33,475 | 32,594 | 31,987 | 31,129 | 30,729 | [ 13 ] |        |        |        |
| 1号線           | 乗降人員 | 73,077 | 68,767 | 66,836 | 64,463 | 63,252 | 61,386 | 60,415 | [ 13 ] |        |        |        |
| 京義・中央線    | 乗車人員 | 7,432  | 10,766 | 12,076 | 14,175 | 14,772 | 15,234 | 15,330 | [ 14 ] |        |        |        |
| 京義・中央線    | 降車人員 | 8,998  | 12,760 | 14,411 | 16,636 | 17,168 | 17,396 | 17,342 | [ 14 ] |        |        |        |
| ITX-青春        | 乗車人員 | 未開通 | 未開通 | 2,374  | 3,057  | 3,223  | 3,048  | 3,041  | [ 14 ] |        |        |        |
| ITX-青春        | 降車人員 | 未開通 | 未開通 | 2,435  | 3,065  | 3,268  | 3,004  | 3,033  | [ 14 ] |        |        |        |

## 駅周辺
- 清凉里乗換センター
- 清凉里 588
- ソウル市立大学校
- 企業銀行
- ソウル東大門警察署
  - 清凉里派出所
- 龍頭洞
- 東西青果物市場
- ソウル東大門国税庁（朝鮮語版）
- ソウル清凉里郵便局
- 清凉里 ショッピングモール　
  - ロッテ百貨店 清凉里店　
  - ロッテマート 清凉里店　
  - ロッテシネマ 清凉里
- 永豊文庫 清凉里店
- 清凉里精神病院
- NH農協銀行清凉里支店

## バス路線
| 清凉里乗換センター               | 清凉里乗換センター | 清凉里乗換センター | 清凉里乗換センター | 清凉里乗換センター | 清凉里乗換センター | 清凉里乗換センター |
| -------------------------------- | --- | ------------------ | ------------------ | ------------------ | ------------------ | ------------------ |
| 1番のりば                        | 201 - 241A - 241B - 260 - 270 - 2012A - 167 - 707 - 330-1 - 765 - 765-1 - 1330 - 1330-1 - 1330-2 - 1330-3 - 1330-4 - 1330-44 - 1330-5 - 8004 - M2104（京畿）                                                                         |                    |                    |                    |                    |                    |
| 上鳳・九里・南楊州・加平方面     | 201 - 241A - 241B - 260 - 270 - 2012A - 167 - 707 - 330-1 - 765 - 765-1 - 1330 - 1330-1 - 1330-2 - 1330-3 - 1330-4 - 1330-44 - 1330-5 - 8004 - M2104（京畿）                                                                         |                    |                    |                    |                    |                    |
| 2番のりば                        | 105 - 120 - 147 - 202（ソウル） - 1222 - 1224 - 1227 |                    |                    |                    |                    |                    |
| 外大・長位・石渓・上渓・泰陵方面 | 105 - 120 - 147 - 202（ソウル） - 1222 - 1224 - 1227 |                    |                    |                    |                    |                    |
| 3番のりば                        | 271 - 272 - 410 - 420 - 720 - 2219 - 2230 - 3215 - 3216 - 3220 |                    |                    |                    |                    |                    |
| 典農・面牧・踏十里・蚕室方面     | 271 - 272 - 410 - 420 - 720 - 2219 - 2230 - 3215 - 3216 - 3220 |                    |                    |                    |                    |                    |
| 4番のりば                        | 105 - 147 - 201 - 202 - 241A - 241B - 260 - 261 - 270 - 271 - 272 - 410 - 420 - 720 - 1213 - 1222 - 2012B - 2219 - 2230（ソウル） 88 - 167 - 765 - 765-1 - M2104（京畿）                                                             |                    |                    |                    |                    |                    |
| 東大門・鐘路・水色・江南方面     | 105 - 147 - 201 - 202 - 241A - 241B - 260 - 261 - 270 - 271 - 272 - 410 - 420 - 720 - 1213 - 1222 - 2012B - 2219 - 2230（ソウル） 88 - 167 - 765 - 765-1 - M2104（京畿）                                                             |                    |                    |                    |                    |                    |
| 5番のりば                        | 120 - 1224 - 1227 - 2236 - 3215 - 3216 |                    |                    |                    |                    |                    |
| 洪陵・高麗大方面                 | 120 - 1224 - 1227 - 2236 - 3215 - 3216 |                    |                    |                    |                    |                    |
| その他の停留所                   | |                    |                    |                    |                    |                    |
| 空港バスのりば                   | 6002 |                    |                    |                    |                    |                    |
| 現代コア前                       | 1215 - 1226（ソウル） 3 - 7-5 - 8 - 30 - 51 - 52 - 53 - 65 - 88 - 165 - 165-3 - 166-1 - 167 - 202 - 707（京畿一般） 330-1 - 765 - 765-1 - 1330 - 1330-1 - 1330-2 - 1330-3 - 1330-4 - 1330-44 - 1330-5 - 8004（京畿座席・広域・急行） |                    |                    |                    |                    |                    |
| 現代コア 道路挟んだ反対側        | 1213 - 1215 - 2236 - 3216 |                    |                    |                    |                    |                    |
| ミチュ商街前                     | 1213 - 1224 - 1227 - 2230 - 2236 - 3215 - 3216 |                    |                    |                    |                    |                    |
| ミチュ商街 道路挟んだ反対側      | 720（ソウル） 3 - 7-5 - 8 - 30 - 51 - 52 - 53 - 65 - 88 - 165 - 165-3 - 166-1 - 202（京畿一般） 330-1 - 765 - 765-1 - 1330 - 1330-1 - 1330-2 - 1330-3 - 1330-4 - 1330-44 - 1330-5（京畿座席・広域）                                  |                    |                    |                    |                    |                    |

## 隣の駅
韓国鉄道公社
江陵線
KTX
ソウル駅 - 清凉里駅 - 上鳳駅
中央線
ITX-セマウル
清凉里駅 - 楊平駅/龍門駅
ムグンファ号
清凉里駅 - 徳沼駅
KTX
ソウル駅 - 清凉里駅 - 上鳳駅
 京義・中央線
ITX-青春
往十里駅 (K116) - 清凉里駅 (K117) - 上鳳駅 (K120)
急行・緩行
往十里駅 (K116) - 清凉里駅 (K117) - 回基駅 (K118)
 京春線直通
急行・緩行
清凉里駅 (K117) - 回基駅 (K118)
 盆唐線直通（平日のみ）
急行・緩行
清凉里駅 (K209) - 往十里駅 (K210)
ソウル交通公社
 1号線
回基駅 (123) - 清凉里(ソウル市立大入口)駅 (124) - 祭基洞駅 (125)